# 2048 (videogioco)
2048 è un videogioco libero a giocatore singolo pubblicato on-line il 9 marzo 2014 da Gabriele Cirulli, il cui obiettivo è quello di far scorrere le piastrelle su una griglia, unirle e creare una tessera con il numero 2048. Considerato come un rompicapo, è molto simile a Threes!, applicazione pubblicata un mese prima. Versioni simili includono anche elementi provenienti da Doge, Doctor Who, Flappy Bird e Tetris; è stata anche pubblicata una versione 3D e versioni con griglie più grandi o più piccole. L'autore, Gabriele Cirulli, definisce questi cloni come «la bellezza dei software open source» e non si oppone a loro in quanto, dice, aggiungono nuove modifiche creative per il gioco.

## Modalità di gioco

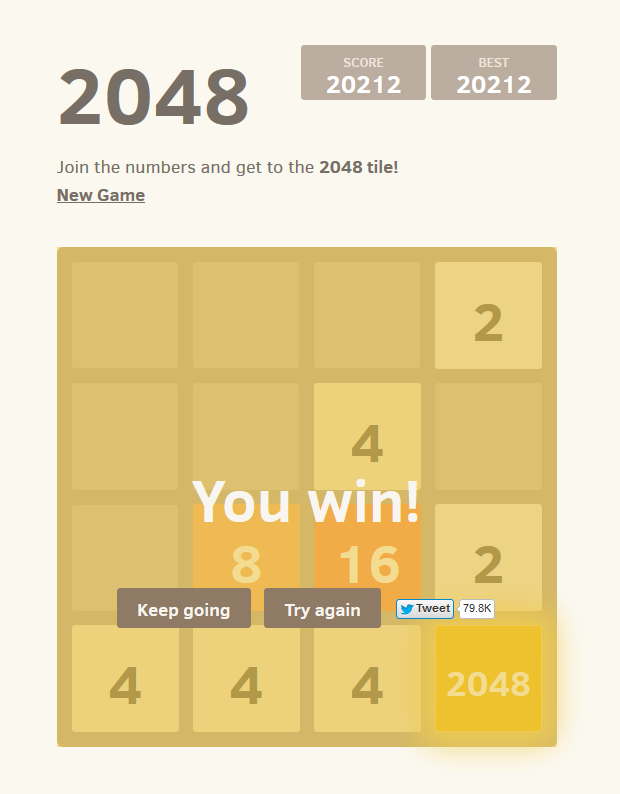
Una volta raggiunto l'obiettivo di ottenere una tessera con il valore 2048 (in basso a destra), il giocatore può continuare a combinare tessere o terminare la partita

A 2048 si gioca su una semplice griglia di formato 4×4 in cui scorrono caselle di colori diversi, con numeri diversi (tutti i numeri sono potenze di 2), senza intralci quando un giocatore le muove. Il gioco usa i tasti freccia della tastiera per spostare tutte le caselle a sinistra o a destra oppure in alto o in basso. Se due caselle contenenti lo stesso numero si scontrano mentre si muovono, si fondono in un'unica casella che avrà come numero la somma delle due tessere che si sono scontrate e dunque il colore corrispondente. Ad ogni turno, una nuova tessera con il valore di 2 o 4 apparirà in modo casuale in un punto vuoto sul tabellone.
Inoltre, un tabellone in alto a destra tiene traccia del punteggio dell'utente. Il punteggio dell'utente inizia da zero e viene incrementato ogni volta che due tessere si combinano, con il valore della nuova casella. Come in molti altri giochi, il miglior punteggio dell'utente viene visualizzato accanto al punteggio attuale.
La partita è vinta quando, continuando a far combinare le tessere, si riesce a crearne una con il numero 2048: da qui il nome del gioco. Dopo aver raggiunto il valore stabilito i giocatori possono continuare oltre, fino a un limite massimo teorico di 131072. Se il giocatore non può più muovere le caselle (perché non ci sono più spazi vuoti o senza tessere adiacenti con lo stesso valore), la partita finisce.

### Colori caselle
Nel gioco, ogni numero è abbinato ad un colore differente. Sono tutti "colori caldi" tranne il 2 che presenta una tonalità di grigio.
Il 4 presenta una tonalità beige mentre dall'8 al 64 i numeri sono abbinati a varie tonalità di rosso/rosa che variano dal mattone per l'8 al fuoco per il 64.
Raggiunto il 128, i numeri tornano chiari, utilizzando la tonalità ocra fino al 2048: da un pallido giallo del 128, le tonalità s'intensificano con il 256, il 512 e il 1024 sino a giungere al 2048 che è di colore ocra intenso/oro.
Vista la possibilità di continuare anche dopo 2048, i numeri a partire dal 4096 saranno di varie tonalità di colore verde.
| Valore | 2 | 4 | 8 | 16 | 32 | 64 | 128 | 256 | 512 | 1024 | 2048 | ≥4096 |
| ------ | - | - | - | -- | -- | -- | --- | --- | --- | ---- | ---- | ----- |
| Colore |   |   |   |    |    |    |     |     |     |      |      |       |

## Accoglienza
Gabriele Cirulli ha creato il gioco a 19 anni in un fine settimana e rimase molto sorpreso dopo aver ricevuto oltre 4 milioni di visitatori in pochi giorni.
L'autore ha descritto il videogioco come il clone dell'app Veewo Studios 1024 prendendo spunto da 2048 di Sami Romdhana, mentre è stato descritto dal Wall Street Journal come "un Candy Crush della matematica" e da Business Insider come un "Threes spaziale". Il fatto che il gioco sia software libero ha portato alla creazione di diverse aggiunte e varianti. Il gioco è gratuito, l'autore ha infatti detto che non si sarebbe mai immaginato di fare soldi con «qualcosa che lui non ha inventato».